# Vatica endertii
Vatica endertii är en tvåhjärtbladig växtart som beskrevs av V. Slooten. Vatica endertii ingår i släktet Vatica och familjen Dipterocarpaceae. Inga underarter finns listade i Catalogue of Life.